# Автотрофы
Автотро́фы, или автотро́фные органи́змы (др.-греч. αὐτός — «сам» и τροφή — «пища») — организмы, синтезирующие органические вещества из неорганических. Именно они являются первичными продуцентами органического вещества в биосфере, обеспечивая пищей гетеротрофов. Иногда резкой границы между автотрофами и гетеротрофами провести не удаётся. Например, одноклеточная водоросль эвглена зелёная на свету является автотрофом, а в темноте — гетеротрофом (см. также: миксотрофы).
Автотрофные организмы для построения своего тела используют неорганические вещества почвы, воды и воздуха. При этом почти всегда источником углерода является углекислый газ. При этом одни из них (фототрофы) получают необходимую энергию от Солнца, другие (хемотрофы) — от химических реакций неорганических соединений.
С точки зрения эволюции органического мира, появление автотрофов может быть связано с истощением запасов органического вещества, созданных на этапе абиогенного синтеза. Организмы, получившие способность усваивать энергию из какого-то иного источника, нежели органическое вещество, обладали эволюционным преимуществом.

## Фототрофы
Организмы, для которых источником энергии служит солнечный свет (фотоны, благодаря которым появляются доноры — источники электронов), называются фототрофами. Такой тип питания носит название фотосинтеза. К фотосинтезу способны зелёные растения и многоклеточные водоросли, а также цианобактерии и многие другие группы бактерий благодаря содержащемуся в их клетках пигменту — хлорофиллу. Археи из группы галобактерий способны к бесхлорофилльному фотосинтезу, при котором энергию света улавливает и преобразует белок бактериородопсин.

## Хемотрофы

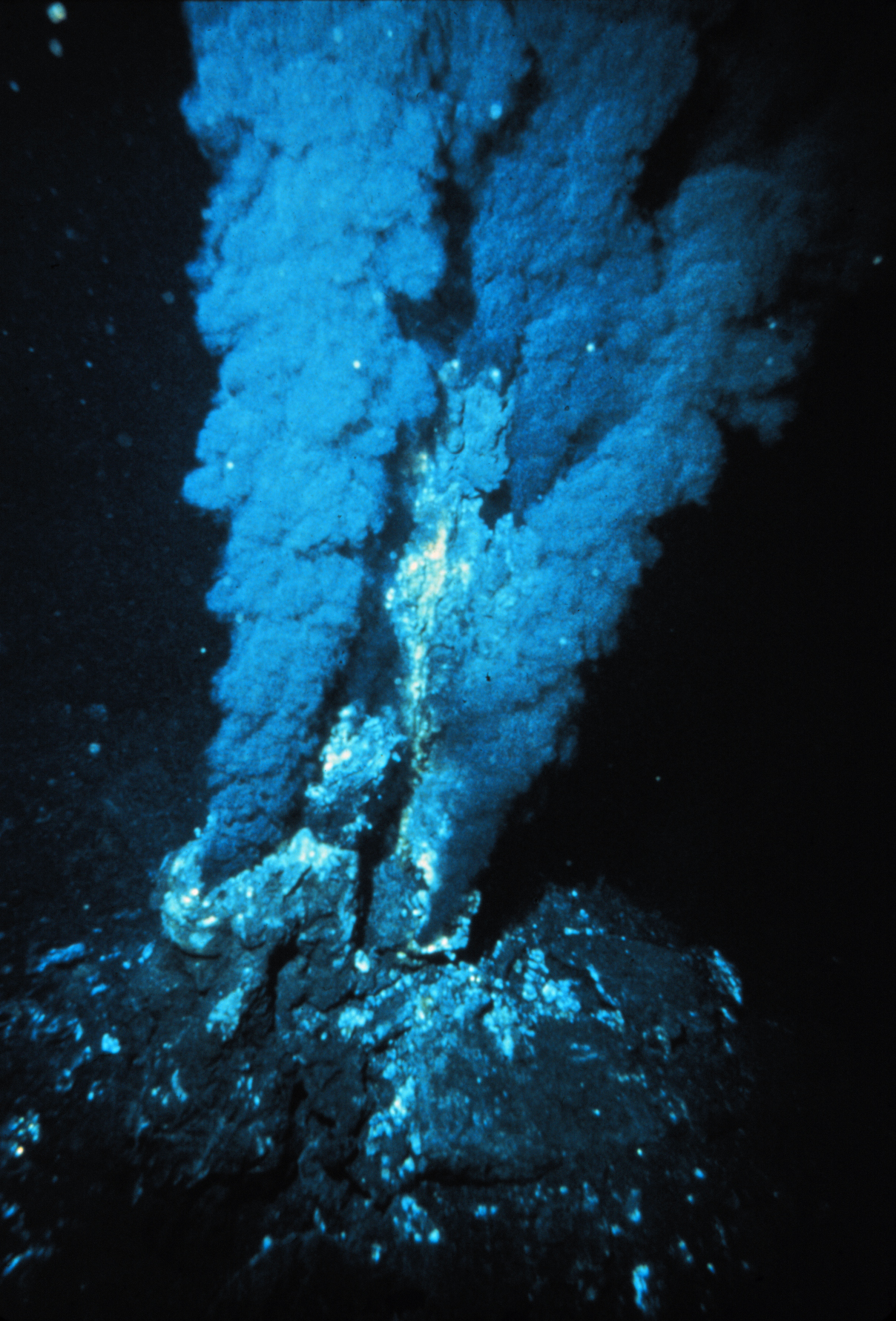
Сообщества микроорганизмов чёрных курильщиков являются хемотрофами и основными продуцентами на дне океанов

Остальные организмы в качестве внешнего источника энергии (доноров — источников электронов) используют энергию химических связей пищи или восстановленных неорганических соединений — таких, как сероводород, метан, сера, двухвалентное железо и др. Такие организмы называются хемотрофами. Подавляющее большинство фототрофов-эукариотов одновременно являются автотрофами, а многие хемотрофы-эукариоты — гетеротрофами.
Среди прокариот встречаются и другие комбинации. Так, существуют хемоавтотрофные бактерии, а некоторые фототрофные бактерии также могут использовать гетеротрофный тип питания, то есть являются миксотрофами. Например, пурпурные бактерии в темноте живут как гетеротрофы, но способны использовать и энергию света.
Среди эукариот также встречаются миксотрофы.

## Терминология
Иногда понятия биологии «автотрофы» и «гетеротрофы» отождествляют с экологическими понятиями «продуценты» и «консументы» соответственно, однако они не всегда совпадают. Например, синезелёные (Cyanea) способны и сами производить органическое вещество с использованием фотосинтеза, и потреблять его в готовом виде, причём разлагая до неорганических веществ. Следовательно, они являются продуцентами и редуцентами одновременно.

### Критика термина
А. М. Уголев считал термин «автотроф» неверным, так как все живые существа нуждаются в экзотрофии и не могут быть полными автотрофами. К примеру, фотосинтезирующие организмы не способны самостоятельно усваивать неорганический азот. Им были предложены термины «абиотроф» и «биотроф»: первым он назвал организмы, потребляющие только неорганические вещества, вторым — органические и неорганические. Но между тем существуют абиотрофные системы по типу азотфиксирующие бактерии — растения. Термин «гетеротроф» он предлагал использовать для описания полных либо частичных биотрофов.